# Die Getriebenen
Die Getriebenen is een Duitse historische film uit 2020. Het scenario is gebaseerd op het non-fictieboek Die Getriebenen: Merkel und die Flüchtlingspolitik van journalist Robin Alexander en reconstrueert de vluchtelingencrisis in Europa uit 2015.
Volgens de trailer had de film oorspronkelijk vanaf eind maart 2020 kort in de Duitse bioscopen vertoond moeten zijn, maar de coronacrisis in Duitsland vernietigde deze plannen. Het liep op 15 april 2020 in Das Erste en werd op 1 mei 2020 herhaald op One.

## Verhaal
Zomer 2015. Steeds meer Syrische oorlogsvluchtelingen en migranten trekken langs de Balkanroute richting Centraal-Europa. De Hongaarse premier Viktor Orbán weigert hen in zijn land te blijven. De Duitse bondskanselier Merkel bepaalt haar beleid met haar mantra "Wir schaffen das". Haar regering en partijgenoten, vooral de Beierse premier Seehofer, staan sceptisch en vijandig tegenover het beleid van open grenzen. In samenwerking met de Oostenrijkse bondskanselier Faymann organiseerde Merkel het transport van duizenden mensen van de Hongaars-Oostenrijkse staatsgrens via Wenen naar Duitsland. De plot reconstrueert de 63 dagen in 2015.

## Geschiedenis van oorsprong
De film is op locatie opgenomen in Berlijn, München, Wenen, Boedapest en Brussel. De scènes in de bergen waarin bondskanselier Angela Merkel haar zomervakantie doorbrengt, zijn gefilmd in de Ötztaler Alpen in het Tiroolse stadje Gurgl.

## Rolverdeling
| Acteur               | Personage               |
| -------------------- | ----------------------- |
| Imogen Kogge         | Angela Merkel           |
| Josef Bierbichler    | Horst Seehofer          |
| Wolfgang Pregler     | Thomas de Maizière      |
| Tristan Seith        | Peter Altmaier          |
| Timo Dierkes         | Sigmar Gabriel          |
| Walter Sittler       | Frank-Walter Steinmeier |
| Gisela Aderhold      | Beate Baumann           |
| Rüdiger Vogler       | Wolfgang Schäuble       |
| Radu Banzaru         | Viktor Orbán            |
| Silvina Buchbauer    | Eva Christiansen        |
| Urs Remond           | Steffen Seibert         |
| Simon Licht          | Bernhard Kotsch         |
| Uwe Preuss           | Joachim Sauer           |
| Oliver Urbanski      | Hanno Stemberger        |
| Matthias Kupfer      | Markus Söder            |
| Felix Hellmann       | Michael Backhaus        |
| Peter Raffalt        | Christoph Heusgen       |
| Justus Carrière      | Manfred Schmidt         |
| Angela Jacobi        | Karolina Gernbauer      |
| Judith Hofmann       | Elisa Bader             |
| Jürgen Fischer       | Alexander Dobrindt      |
| Germain Wagner       | Jean-Claude Juncker     |
| Bernhard Schir       | Werner Faymann          |
| Peter Kremer         | Holger Münch            |
| Michael Benthin      | Hans-Georg Maaßen       |
| Jörg Westphal        | Dieter Romann           |
| Orlando Süss         | Sebastian Kurz          |
| László I. Kish       | József Czukor           |
| Vasilis Spiliopoulos | Alexis Tsipras          |
| Claudius Franz       | Jens Spahn              |

## Ontvangst

### Beoordelingen
De film is bijna een liefdesverklaring aan Angela Merkel. En dat men soms het gevoel heeft dat de film ook gebruikt zou kunnen worden om haar heiligverklaring in te leiden, is zeker ook te danken aan het geweldige optreden van de actrice Imogen Kogge. Het geeft Merkel een aura die menselijkheid combineert met zeer professionele staatsvrouwelijkheid. […] Het is een echte ervaring: de acteerprestaties in deze film zijn altijd opmerkelijk.— Heribert Prantl
De filmmakers combineerden tv-materiaal met scènes uit de game, het tempo ligt hoog. Wat de hoofdrolspelers in Berlijn, Brussel, Boedapest of München zeggen, is misschien niet zo geschreven, maar het klinkt waarschijnlijk, en zozeer zelfs dat de authenticiteit van hun toon bijna verbazingwekkend is. Zowel vrienden als vijanden van Merkels politiek kunnen versteld staan, en ze zullen allebei teleurgesteld zijn in hun vooroordelen. Het was toch allemaal een beetje anders. "Die Getriebenen" is een veristisch docudrama, geen didactisch stuk en dus een groot spel.— Thomas E. Schmidt
De sympathiecontrole is duidelijk: de politici en adviseurs rond Merkel worden afgeschilderd als machtshongerig, vervallen of koppig. Merkel blijft standvastig en houdt de vlag van de mensheid omhoog. Dit beeld komt overeen met de realiteit in zoverre dat de bondskanselier bij twijfel taaier is dan de meeste in haar politieke omgeving. Het is echter niet erg aannemelijk dat alleen barmhartigheid hun optreden in de asielcrisis heeft bepaald. Kanselier kan niet worden bestreden met altruïsme, en het verlangen om de macht te behouden buigt sommige beslissingen.— Jonas Hermann

### Politieke reacties
De sociaaldemocratische aanvaller zag de film als een docudrama over 'Merkels wendingen in het vluchtelingenbeleid'. Vanuit het standpunt van de SPD-partijkrant bleven belangrijke acteurs naast Merkel 'bleek of leken ze op een karikatuur, wat nauwelijks verenigbaar is met de documentaire claim van het geheel'. De voormalige president van het Duitse bureau voor de bescherming van de grondwet, Hans-Georg Maaßen, die in de film wordt gespeeld door Michael Benthin, beoordeeld onder de titel 'Waarheid en poëzie' in een gastbijdrage van Focus: 'Imogen Kogge in de hoofdrol als Angela Merkel en andere topacteurs spelen zo overtuigend dat het voor de kijker verleidelijk is om te geloven dat het echt zo was. (...) In tegenstelling tot de film eindigde de vluchtelingencrisis niet abrupt met het CSU-partijcongres in november 2015, maar ging door."
Thomas de Maizière, de Duitse minister van Binnenlandse Zaken onder Merkel aan het begin van de vluchtelingencrisis en geportretteerd in de film door Wolfgang Pregler, zei in een interview in juni 2020: "Het boek houdt rekening met Merkel en Merkels toenmalige regeringsbeleid. En de film, mevrouw Merkel [...] met al haar overwegingen [...] is de beste manier om ermee weg te komen [...] In deze film worden alle betrokkenen behalve de bondskanselier [...] eigenlijk gewoon geportretteerd. alsof alles wat je beslist over jezelf gaat. Of Seehofer Söder er een wegvaagt, of Seehofer Söder verhindert, of Söder iets wil, en Gabriel denkt er alleen maar aan of hij nu kandidaat wordt voor kanselier etc. etc. en dat stoorde me. "

### Publieksbeoordelingen
De eerste uitzending van Die Getriebenen op 15 april 2020 werd door 3,98 miljoen kijkers in Duitsland gezien en behaalde een marktaandeel van 12,5% voor Das Erste.